# Olderych Vasku
Olderych Vasku (niem. Oldrich Vaśku), także Olderyk Vasku, Oldrich Vasku (ur. 21 września 1873 w Karolinenthal, zm. ?) – podpułkownik kawalerii Wojska Polskiego.

## Życiorys
Urodził się 21 września 1873 w Karolinenthal na ziemi czeskiej. Od 1893 pełnił zawodową służbę w c. i k. Armii. Jego oddziałem macierzystym był Galicyjski Pułk Piechoty Nr 45 w Przemyślu. W grudniu 1897 był adiutantem batalionu w tym pułku. W 1902 został przeniesiony do korpusu oficerów kawalerii i przydzielony do Galicyjskiego Pułku Ułanów Nr 1 w Czortkowie. W 1905 został przeniesiony do Pułku Ułanów Nr 6 w Rzeszowie, który przez kolejnych trzynaście lat był jego oddziałem macierzystym. W latach 1912–1913 wziął udział w mobilizacji sił zbrojnych Monarchii Austro-Węgierskiej, wprowadzonej w związku z wojną na Bałkanach, a w latach 1914–1918 walczył na I wojnie światowej. Czasie służby w c. i k. Armii awansował kolejno na stopień: kadeta–zastępcy oficera (1 września 1893), podporucznika (1 maja 1895), porucznika (1 maja 1899), rotmistrza (1 listopada 1909) i majora (1 listopada 1916).
Po odzyskaniu przez Polskę niepodległości dekretem Naczelnego Wodza Wojsk Polskich Józefa Piłsudskiego z 3 kwietnia 1919 został przyjęty do Wojska Polskiego jako były oficer armii austriackiej w stopniu majora ze starszeństwem z dniem 1 listopada 1916, po czym przydzielony do Naczelnego Dowództwa Wojska Polskiego, Główne Kwatermistrzostwo.
3 maja 1922 roku został zweryfikowany w stopniu podpułkownika ze starszeństwem z 1 czerwca 1919 roku i 5. lokatą w korpusie oficerów jazdy (od 1924 – kawalerii), a jego oddziałem macierzystym był 17 Pułk Ułanów. W tym czasie obok stopnia wojskowego przysługiwał mu tytuł adiutanta sztabowego. Z dniem 15 sierpnia 1923 roku został przydzielony z Oddziału Kontroli Administracyjnej MSWojsk. do macierzystego 17 puł. Z dniem 31 sierpnia 1923 roku, na własną prośbę, został przeniesiony w stan spoczynku. Mieszkał w Borysławiu, a w 1928 w Krośnie. W 1934 pozostawał w ewidencji Powiatowej Komendy Uzupełnień Sanok. Posiadał przydział do Oficerskiej Kadry Okręgowej Nr X. Był wówczas w dyspozycji dowódcy Okręgu Korpusu Nr X.
Olderych Vasku w 1893 zawarł związek małżeński z Heleną ze Świeykowskich (ur. 1876) h. Lubicz, która podczas I wojny światowej była wybitną działaczką na rzecz Legionistów Polskich w Rzeszowie.

## Ordery i odznaczenia
- Brązowy Medal Zasługi Wojskowej Signum Laudis z mieczami na wstążce Krzyża Zasługi Wojskowej (Austro-Węgry)[10]
- Krzyż Wojskowy Karola (Austro-Węgry)[10]
- Brązowy Medal Jubileuszowy Pamiątkowy dla Sił Zbrojnych i Żandarmerii (Austro-Węgry)[8]
- Krzyż Jubileuszowy Wojskowy (Austro-Węgry)[39]
- Krzyż Pamiątkowy Mobilizacji 1912–1913 (Austro-Węgry)[39]